# Казахстан на зимних Олимпийских играх 2022
Казахстан на зимних Олимпийских играх 2022 года в Пекине был представлен 34 спортсменами. Знаменосцами сборной на церемонии открытия Олимпиады были шорт-трекист Абзал Ажгалиев и конькобежка Екатерина Айдова. Церемонию открытия игр посетил президент Казахстана Касым-Жомарт Токаев.
Призовые медалистам Олимпиады были установлены в размере: золотым медалистам — 250 000 долларов США; серебряным медалистам — 150 000 долларов США; бронзовым медалистам — 75 000 долларов США. Также премиальные были установлены за занятые четвёртое, пятое и шестое места: по 30 000, 10 000 и 5000 долларов соответственно.
По итогам Олимпиады казахстанская сборная не завоевала ни одной медали. Ближе всех к олимпийским наградам были шорт-трекист Абзал Ажгалиев, занявший четвёртое место на дистанции 500 метров, а также казахстанская команда по шорт-треку в смешанной эстафете (Абзал Ажгалиев, Денис Никиша, Ольга Тихонова, Яна Хан), занявшая пятое место.

## Состав сборной
Биатлон
1. Владислав Киреев
2. Александр Мухин
3. Галина Вишневская-Шепоренко

 Горнолыжный спорт
1. Захар Кучин
2. Александра Троицкая

 Конькобежный спорт
1. Иван Аржаников
2. Денис Кузин
3. Дмитрий Морозов
4. Екатерина Айдова
5. Надежда Морозова

 Лыжное двоеборье
1. Чингиз Ракпаров

 Лыжные гонки
1. Евгений Величко
2. Виталий Пухкало
3. Ирина Быкова
4. Надежда Степашкина
5. Валерия Тюленева
6. Ксения Шалыгина
7. Ангелина Шурыга

 Прыжки на лыжах с трамплина
1. Данил Васильев
2. Сергей Ткаченко

 Фристайл
1. Павел Колмаков
2. Дмитрий Рейхерд
3. Шерзод Хашырбаев
4. Жанбота Алдабергенова
5. Аяулым Амренова
6. Юлия Галышева
7. Анастасия Городко
8. Олеся Граур
9. Акмаржан Калмурзаева

 Шорт-трек
1. Абзал Ажгалиев
2. Адиль Галиахметов
3. Денис Никиша
4. Ольга Тихонова
5. Яна Хан

## Биатлон
| Спортсмен                   | Дисциплина                    | Время   | Стрельба    | Место |
| --------------------------- | ----------------------------- | ------- | ----------- | ----- |
| Владислав Киреев            | Мужчины, индивидуальная гонка | 52:29.2 | 0 (0+0+0+0) | 25    |
| Владислав Киреев            | Мужчины, спринт               | 27:21.7 | 1 (1+0)     | 77    |
| Александр Мухин             | Мужчины, индивидуальная гонка | 55:00.4 | 4 (1+1+0+2) | 52    |
| Александр Мухин             | Мужчины, спринт               | 26:37.2 | 1 (1+0)     | 49    |
| Александр Мухин             | Мужчины, гонка преследования  | 47:45.0 | 8 (3+1+2+2) | 57    |
| Галина Вишневская-Шепоренко | Женщины, индивидуальная гонка | 49:32.3 | 1 (0+1+0+0) | 44    |
| Галина Вишневская-Шепоренко | Женщины, спринт               | 23:22.6 | 1 (1+0)     | 52    |
| Галина Вишневская-Шепоренко | Женщины, гонка преследования  | 41:47.9 | 4 (1+0+0+3) | 52    |

## Горнолыжный спорт
| Спортсмен           | Дисциплина                 | Заезд 1 | Заезд 1 | Заезд 2               | Заезд 2               | Итог                  | Итог                  |
| Спортсмен           | Дисциплина                 | Время   | Место   | Время                 | Место                 | Время                 | Место                 |
| ------------------- | -------------------------- | ------- | ------- | --------------------- | --------------------- | --------------------- | --------------------- |
| Захар Кучин         | Мужчины, гигантский слалом | DNF     | DNF     | Завершил выступление  | Завершил выступление  | Завершил выступление  | Завершил выступление  |
| Захар Кучин         | Мужчины, слалом            | 1:03.68 | 43      | 58.98                 | 37                    | 2:02.66               | 36                    |
| Александра Троицкая | Женщины, слалом            | DNF     | DNF     | Завершила выступление | Завершила выступление | Завершила выступление | Завершила выступление |

## Конькобежный спорт
| Спортсмен        | Дисциплина      | Время    | Место |
| ---------------- | --------------- | -------- | ----- |
| Иван Аржаников   | Мужчины, 500 м  | 35.82    | 28    |
| Денис Кузин      | Мужчины, 1000 м | 1:10.077 | 23    |
| Дмитрий Морозов  | Мужчины, 1000 м | 1:09.61  | 17    |
| Дмитрий Морозов  | Мужчины, 1500 м | 1:47.01  | 18    |
| Екатерина Айдова | Женщины, 500 м  | 1:59.01  | 18    |
| Екатерина Айдова | Женщины, 1000 м | 1:16.70  | 19    |
| Екатерина Айдова | Женщины, 1500 м | 38.54    | 20    |
| Надежда Морозова | Женщины, 1000 м | 1:15.69  | 11    |
| Надежда Морозова | Женщины, 1500 м | 1:56.85  | 14    |
| Надежда Морозова | Женщины, 3000 м | 4:04.97  | 13    |

Масс-старт
| Спортсмен        | Дисциплина          | Полуфинал | Полуфинал | Финал     | Финал     |
| Спортсмен        | Дисциплина          | Время     | Место     | Время     | Место     |
| ---------------- | ------------------- | --------- | --------- | --------- | --------- |
| Дмитрий Морозов  | Мужчины, масс-старт | 8:08.73   | 10        | Не прошёл | Не прошёл |
| Надежда Морозова | Женщины, масс-старт | 8:42.23   | 8 Q       | 8:21.05   | 12        |

## Лыжное двоеборье
| Спортсмен       | Дисциплина                           | Прыжки с трамплина | Прыжки с трамплина | Прыжки с трамплина | Лыжные гонки | Лыжные гонки | Итоговое время | Итоговое время |
| Спортсмен       | Дисциплина                           | Дистанция          | Очки               | Место              | Время        | Место        | Время          | Место          |
| --------------- | ------------------------------------ | ------------------ | ------------------ | ------------------ | ------------ | ------------ | -------------- | -------------- |
| Чингиз Ракпаров | Мужчины, нормальный трамплин + 10 км | 79.5               | 69.9               | 38                 | 27:51.1      | 41           | 32:03.1        | 41             |
| Чингиз Ракпаров | Мужчины, большой трамплин + 10 км    | 111.5              | 69.6               | 38                 | 30:07.5      | 46           | 34:48.5        | 43             |

## Лыжные гонки
| Спортсмен                                                       | Дисциплина                                    | Классический стиль | Классический стиль | Свободный стиль | Свободный стиль | Результат | Результат  | Результат |
| Спортсмен                                                       | Дисциплина                                    | Время              | Место              | Время           | Место           | Время     | Отставание | Место     |
| --------------------------------------------------------------- | --------------------------------------------- | ------------------ | ------------------ | --------------- | --------------- | --------- | ---------- | --------- |
| Евгений Величко                                                 | Мужчины, 15 км классическим стилем            | Не проводится      | Не проводится      | Не проводится   | Не проводится   | 41:27.3   | +3:32.5    | 40        |
| Евгений Величко                                                 | Мужчины, скиатлон 15+15 км                    | 44:20.9            | 53                 | LAP             | LAP             | LAP       | LAP        | 57        |
| Евгений Величко                                                 | Мужчины, масс-старт на 50 км свободным стилем | Не проводится      | Не проводится      | Не проводится   | Не проводится   | 1:18:43.8 | +7:11.1    | 43        |
| Виталий Пухкало                                                 | Мужчины, 15 км классическим стилем            | Не проводится      | Не проводится      | Не проводится   | Не проводится   | 40:39.6   | +2:44.8    | 25        |
| Виталий Пухкало                                                 | Мужчины, скиатлон 15+15 км                    | 41:36.8            | 24                 | 41:32.1         | 39              | 1:23:45.1 | +7:35.3    | 32        |
| Ирина Быкова                                                    | Женщины, масс-старт на 30 км свободным стилем | Не проводится      | Не проводится      | Не проводится   | Не проводится   | 1:42:42.0 | +17:48.0   | 54        |
| Надежда Степашкина                                              | Женщины, 10 км классическим стилем            | Не проводится      | Не проводится      | Не проводится   | Не проводится   | 32:27.2   | +4:20.9    | 57        |
| Надежда Степашкина                                              | Женщины, скиатлон 7,5+7,5 км                  | 27:26.4            | 58                 | 25:20.1         | 58              | 53:35.3   | +9:21.6    | 58        |
| Надежда Степашкина                                              | Женщины, масс-старт на 30 км свободным стилем | Не проводится      | Не проводится      | Не проводится   | Не проводится   | 1:39:38.8 | +14:44.8   | 49        |
| Валерия Тюленева                                                | Женщины, 10 км классическим стилем            | Не проводится      | Не проводится      | Не проводится   | Не проводится   | 32:52.1   | +4:45.8    | 59        |
| Валерия Тюленева                                                | Женщины, скиатлон 7,5+7,5 км                  | 26:07.8            | 51                 | 24:41.6         | 52              | 51:30.8   | +7:17.1    | 51        |
| Ксения Шалыгина                                                 | Женщины, 10 км классическим стилем            | Не проводится      | Не проводится      | Не проводится   | Не проводится   | 32:09.9   | +4:03.6    | 53        |
| Ксения Шалыгина                                                 | Женщины, скиатлон 7,5+7,5 км                  | 25:25.9            | 44                 | 24:21.5         | 45              | 50:37.7   | +6:24.0    | 48        |
| Ангелина Шурыга                                                 | Женщины, 10 км классическим стилем            | Не проводится      | Не проводится      | Не проводится   | Не проводится   | 32:08.8   | +4:02.5    | 52        |
| Ангелина Шурыга                                                 | Женщины, скиатлон 7,5+7,5 км                  | 26:05.6            | 50                 | 24:13.2         | 43              | 50:55.3   | +6:41.6    | 49        |
| Ангелина Шурыга                                                 | Женщины, масс-старт на 30 км свободным стилем | Не проводится      | Не проводится      | Не проводится   | Не проводится   | 1:36:29.6 | +11:35.6   | 42        |
| Ксения Шалыгина Ангелина Шурыга Надежда Степашкина Ирина Быкова | Женщины, эстафета 4×5 км                      | Не проводится      | Не проводится      | Не проводится   | Не проводится   | 1:01:15.4 | +7:34.4    | 15        |

Спринт
| Спортсмен                          | Дисциплина                | Квалификация  | Квалификация  | Четвертьфинал | Четвертьфинал | Полуфинал | Полуфинал | Финал     | Финал     |
| Спортсмен                          | Дисциплина                | Время         | Место         | Время         | Место         | Время     | Место     | Время     | Место     |
| ---------------------------------- | ------------------------- | ------------- | ------------- | ------------- | ------------- | --------- | --------- | --------- | --------- |
| Евгений Величко                    | Мужчины, спринт           | 3:04.52       | 62            | Не прошёл     | Не прошёл     | Не прошёл | Не прошёл | Не прошёл | Не прошёл |
| Виталий Пухкало                    | Мужчины, спринт           | 3:06.31       | 66            | Не прошёл     | Не прошёл     | Не прошёл | Не прошёл | Не прошёл | Не прошёл |
| Ирина Быкова                       | Женщины, спринт           | 3:42.70       | 68            | Не прошла     | Не прошла     | Не прошла | Не прошла | Не прошла | Не прошла |
| Надежда Степашкина                 | Женщины, спринт           | 3:32.56       | 51            | Не прошла     | Не прошла     | Не прошла | Не прошла | Не прошла | Не прошла |
| Ксения Шалыгина                    | Женщины, спринт           | 3:41.55       | 67            | Не прошла     | Не прошла     | Не прошла | Не прошла | Не прошла | Не прошла |
| Ангелина Шурыга                    | Женщины, спринт           | 3:35.93       | 60            | Не прошла     | Не прошла     | Не прошла | Не прошла | Не прошла | Не прошла |
| Надежда Степашкина Ксения Шалыгина | Женщины, командный спринт | Не проводится | Не проводится | Не проводится | Не проводится | 24:57.59  | 10        | Не прошли | Не прошли |

## Прыжки с трамплина
| Спортсмен       | Дисциплина                   | Квалификация | Квалификация | Квалификация | Попытка 1           | Попытка 1           | Попытка 1           | Попытка 2           | Попытка 2           | Попытка 2           | Итого               | Итого               |
| Спортсмен       | Дисциплина                   | Дистанция    | Очки         | Место        | Дистанция           | Очки                | Место               | Дистанция           | Очки                | Место               | Очки                | Место               |
| --------------- | ---------------------------- | ------------ | ------------ | ------------ | ------------------- | ------------------- | ------------------- | ------------------- | ------------------- | ------------------- | ------------------- | ------------------- |
| Данил Васильев  | Мужчины, нормальный трамплин | 70.5         | 46.2         | 49 Q         | 92.0                | 101.0               | 46                  | Не квалифицировался | Не квалифицировался | Не квалифицировался | Не квалифицировался | Не квалифицировался |
| Данил Васильев  | Мужчины, большой трамплин    | 98.5         | 69.4         | 51           | Не квалифицировался | Не квалифицировался | Не квалифицировался | Не квалифицировался | Не квалифицировался | Не квалифицировался | Не квалифицировался | Не квалифицировался |
| Сергей Ткаченко | Мужчины, нормальный трамплин | 68.0         | 43.1         | 50 Q         | 95.0                | 110.3               | 41                  | Не квалифицировался | Не квалифицировался | Не квалифицировался | Не квалифицировался | Не квалифицировался |
| Сергей Ткаченко | Мужчины, большой трамплин    | 103.0        | 60.7         | 54           | Не квалифицировался | Не квалифицировался | Не квалифицировался | Не квалифицировался | Не квалифицировался | Не квалифицировался | Не квалифицировался | Не квалифицировался |

## Фристайл
Акробатика
| Спортсмен             | Дисциплина          | Квалификация | Квалификация | Квалификация | Квалификация | Финал     | Финал     | Финал     | Финал     | Финал     | Финал     |
| Спортсмен             | Дисциплина          | Прыжок 1     | Прыжок 1     | Прыжок 2     | Прыжок 2     | Прыжок 1  | Прыжок 1  | Прыжок 2  | Прыжок 2  |           |           |
| Спортсмен             | Дисциплина          | Очки         | Место        | Очки         | Место        | Очки      | Место     | Очки      | Место     |           |           |
| --------------------- | ------------------- | ------------ | ------------ | ------------ | ------------ | --------- | --------- | --------- | --------- | --------- | --------- |
| Шерзод Хашырбаев      | Мужчины, акробатика | 109.74       | 15           | 69.23        | 13           | Не прошёл | Не прошёл | Не прошёл | Не прошёл |           |           |
| Жанбота Алдабергенова | Женщины, акробатика | 80.56        | 12           | 80.56        | 7            | Не прошла | Не прошла | Не прошла | Не прошла | Не прошла | Не прошла |
| Акмаржан Калмурзаева  | Женщины, акробатика | 70.86        | 19           | 98.68        | 1 Q          | 71.23     | 11        | Не прошла | Не прошла | Не прошла | Не прошла |

Могул
| Спортсмен         | Дисциплина     | Квалификация | Квалификация | Квалификация | Квалификация | Квалификация | Квалификация | Квалификация | Квалификация | Финал     | Финал     | Финал     | Финал     | Финал     | Финал     | Финал     | Финал     | Финал     | Финал     | Финал     | Финал     |
| Спортсмен         | Дисциплина     | Попытка 1    | Попытка 1    | Попытка 1    | Попытка 1    | Попытка 2    | Попытка 2    | Попытка 2    | Попытка 2    | Попытка 1 | Попытка 1 | Попытка 1 | Попытка 1 | Попытка 2 | Попытка 2 | Попытка 2 | Попытка 2 | Попытка 3 | Попытка 3 | Попытка 3 | Попытка 3 |
| Спортсмен         | Дисциплина     | Время        | Очки         | Итого        | Место        | Время        | Очки         | Итого        | Место        | Время     | Очки      | Итого     | Место     | Время     | Очки      | Итого     | Место     | Время     | Очки      | Итого     | Место     |
| ----------------- | -------------- | ------------ | ------------ | ------------ | ------------ | ------------ | ------------ | ------------ | ------------ | --------- | --------- | --------- | --------- | --------- | --------- | --------- | --------- | --------- | --------- | --------- | --------- |
| Павел Колмаков    | Мужчины, могул | 24.85        | 58.86        | 74.09        | 17           | 25.18        | 54.74        | 69.54        | 11           | Не прошёл | Не прошёл | Не прошёл | Не прошёл | Не прошёл | Не прошёл | Не прошёл | Не прошёл | Не прошёл | Не прошёл | Не прошёл | Не прошёл |
| Дмитрий Рейхерд   | Мужчины, могул | 25.25        | 60.73        | 75.43        | 12           | 25.24        | 60.18        | 74.90        | 7 Q          | 24.78     | 61.58     | 76.90     | 9 QF      | 25.32     | 62.16     | 76.77     | 8         | Не прошёл | Не прошёл | Не прошёл | Не прошёл |
| Аяулым Амренова   | Женщины, могул | 29.97        | 52.59        | 66.82        | 16           | 30.45        | 52.09        | 65.78        | 12           | Не прошла | Не прошла | Не прошла | Не прошла | Не прошла | Не прошла | Не прошла | Не прошла | Не прошла | Не прошла | Не прошла | Не прошла |
| Юлия Галышева     | Женщины, могул | DNS          | DNS          | DNS          | DNS          | 30.47        | 55.55        | 69.21        | 9 Q          | 29.61     | 60.34     | 74.97     | 7 Q       | 29.83     | 35.36     | 49.74     | 11        | Не прошла | Не прошла | Не прошла | Не прошла |
| Анастасия Городко | Женщины, могул | DNF          | DNF          | DNF          | DNF          | 28.97        | 52.12        | 67.47        | 11           | Не прошла | Не прошла | Не прошла | Не прошла | Не прошла | Не прошла | Не прошла | Не прошла | Не прошла | Не прошла | Не прошла | Не прошла |
| Олеся Граур       | Женщины, могул | 33.29        | 44.69        | 57.18        | 23           | 32.05        | 26.60        | 38.48        | 18           | Не прошла | Не прошла | Не прошла | Не прошла | Не прошла | Не прошла | Не прошла | Не прошла | Не прошла | Не прошла | Не прошла | Не прошла |

## Шорт-трек
| Спортсмен                                          | Дисциплина         | Квалификация  | Квалификация  | Четвертьфинал | Четвертьфинал | Полуфинал | Полуфинал | Финал     | Финал     |
| Спортсмен                                          | Дисциплина         | Время         | Место         | Время         | Место         | Время     | Место     | Время     | Место     |
| -------------------------------------------------- | ------------------ | ------------- | ------------- | ------------- | ------------- | --------- | --------- | --------- | --------- |
| Абзал Ажгалиев                                     | Мужчины, 500 м     | 40.870        | 1 Q           | 40.643        | 3 q           | 40.462    | 2 FA      | 40.869    | 4         |
| Адиль Галиахметов                                  | Мужчины, 500 м     | 40.722        | 2 Q           | 40.925        | 5             | Не прошёл | Не прошёл | Не прошёл | Не прошёл |
| Адиль Галиахметов                                  | Мужчины, 1000 м    | 1:24.855      | 3             | Не прошёл     | Не прошёл     | Не прошёл | Не прошёл | Не прошёл | Не прошёл |
| Адиль Галиахметов                                  | Мужчины, 1500 м    | не проводится | не проводится | 2:11.823      | 2 Q           | 2:18.291  | 4 ADVA    | 2:11.584  | 8         |
| Денис Никиша                                       | Мужчины, 500 м     | 40.482        | 1 Q           | 40.355        | 1 Q           | 41.005    | 4 FB      | 41.329    | 8         |
| Денис Никиша                                       | Мужчины, 1500 м    | не проводится | не проводится | PEN           | PEN           | Не прошёл | Не прошёл | Не прошёл | Не прошёл |
| Ольга Тихонова                                     | Женщины, 1000 м    | 1:56.438      | 3             | Не прошла     | Не прошла     | Не прошла | Не прошла | Не прошла | Не прошла |
| Ольга Тихонова                                     | Женщины, 1500 м    | не проводится | не проводится | PEN           | PEN           | Не прошла | Не прошла | Не прошла | Не прошла |
| Абзал Ажгалиев Денис Никиша Ольга Тихонова Яна Хан | Смешанная эстафета | не проводится | не проводится | 2:43.004      | 3 q           | 2:42.575  | 3 QB      | 2:44.148  | 5         |